# Badanekatte, Tiptur
Badanekatte là một làng thuộc tehsil Tiptur, huyện Tumkur, bang Karnataka, Ấn Độ.